# Pierre Chevalier (homme politique)
Pour les articles homonymes, voir Pierre Chevalier et Chevalier.
Pierre Antoine Marie Chevalier Chevalier, né le 8 octobre 1952 à Bruges est un homme politique belge flamand, membre de OpenVLD, ex-membre du SP.
Il est licencié en criminologie et en droit; avocat.
Administrateur de sociétés.
Grand-officier de l'Ordre de Léopold.

## Fonctions politiques
- Député fédéral belge:
  - du 13 octobre 1985 au 21 mai 1995 (SP)
    - Membre du Vlaamse Raad

  - du 21 mai 1995 au 12 juillet 1999 (VLD), puis remplacé par Kathleen van der Hooft,
  - du 11 octobre 2000 au 10 avril 2003.
- 1983-1994 : conseiller communal à Bruges
- 1988-1989 : secrétaire d'État à l'Enseignement
- 1989-1990 : secrétaire d'État à la Politique scientifique
- 1990-1992 : membre de l'Assemblée parlementaire du Conseil de l'Europe et de l'Assemblée de l'Union de l'Europe occidentale
- 1999-2000 : secrétaire d'État au Commerce extérieur, adjoint au ministre des Affaires étrangères
- 2001- : conseiller communal (Bruges)
- 2002-2003 : représentant suppléant du gouvernement à la Convention européenne
- 2003-2007 : sénateur élu direct
- 2003-2004 : représentant personnel du premier ministre et du ministre des Affaires étrangères auprès de la Conférence intergouvernementale
- 2006 : envoyé spécial de la Présidence belge de l'Organisation pour la sécurité et la coopération en Europe (OSCE)
- 2007-2008 : représentant spécial du gouvernement belge au Conseil de sécurité des Nations unies